# Фернанду Перейра (фотограф)
Фернанду Перейра (10 травня 1950 — 10 липня 1985) — позаштатний голландський фотограф португальського походження. Загинув 10 липня 1985 року, коли французькі спецслужби підірвали судно «Rainbow Warrior» природоохоронної організації Greenpeace.
Вибух судна був запланований, щоб зробити «Rainbow Warrior» недієвим. Перший вибух погнув вал, що робило ремонт судна нерентабельним. Перейра залишився на судні, щоб забрати фотокамери і інше фото обладнання. Другий, більш потужний вибух, призвів до затоплення судна разом з фотографом.

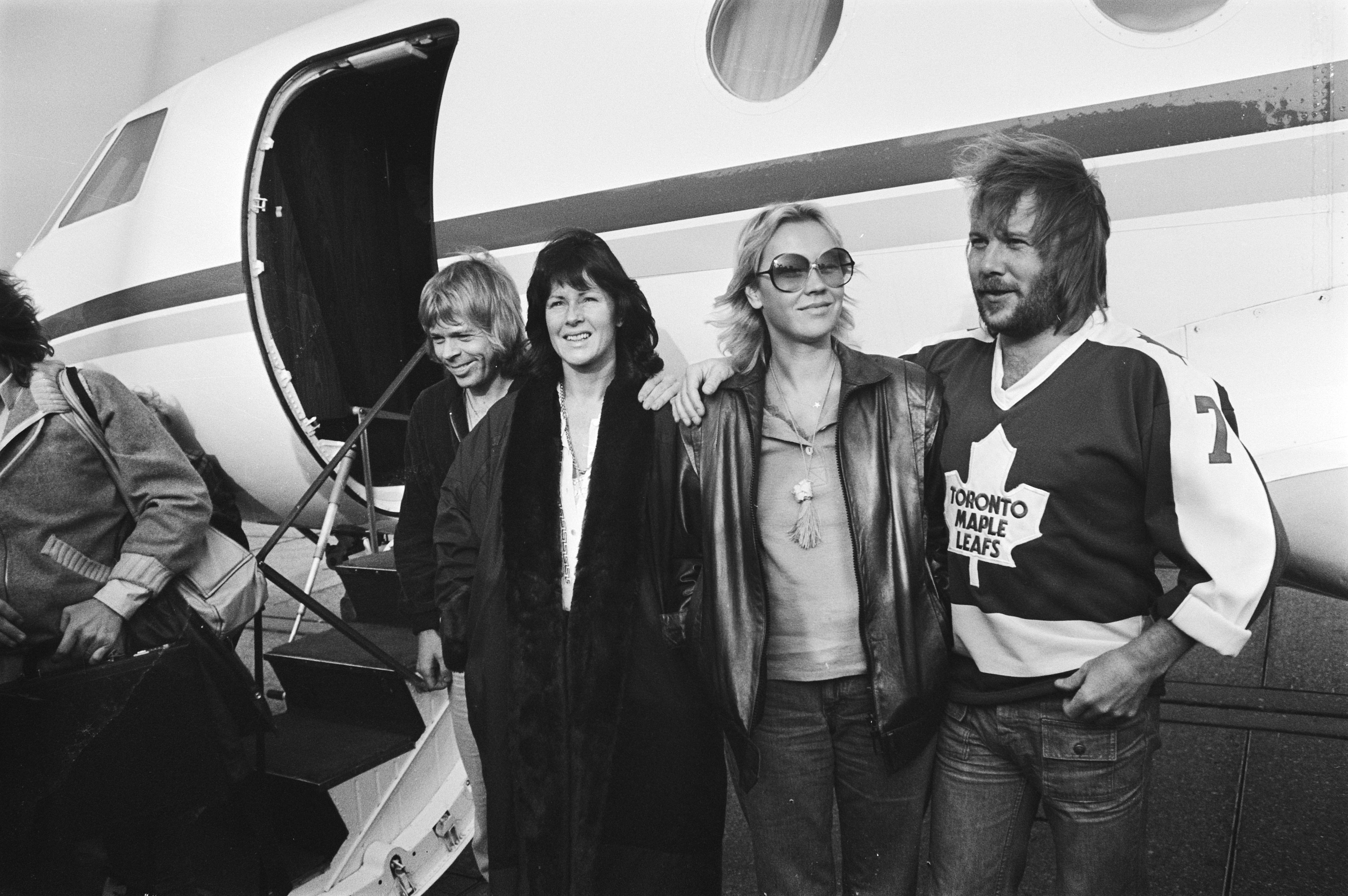
ABBA (1979)
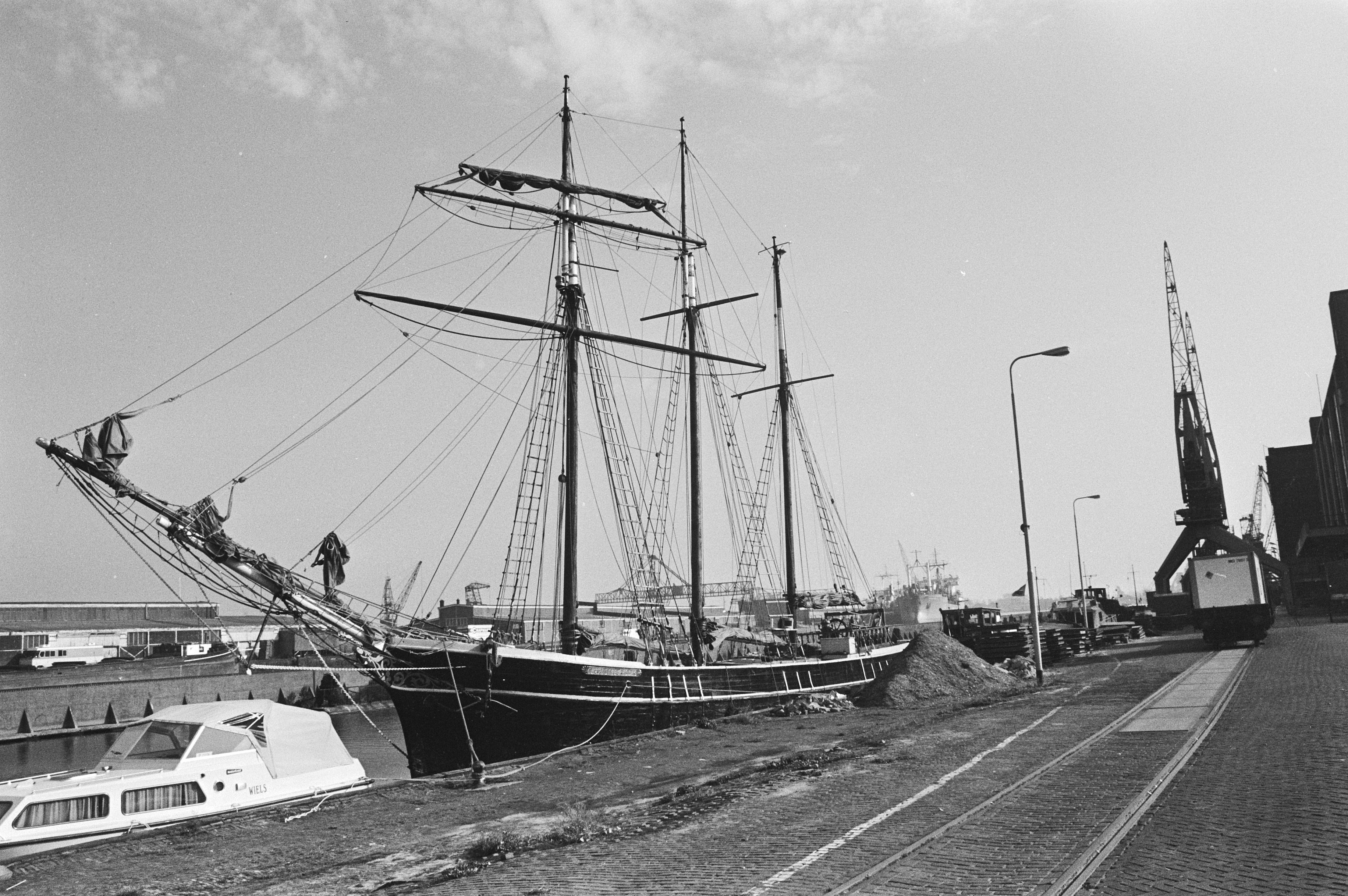
Charlotte Rhodes (1979)
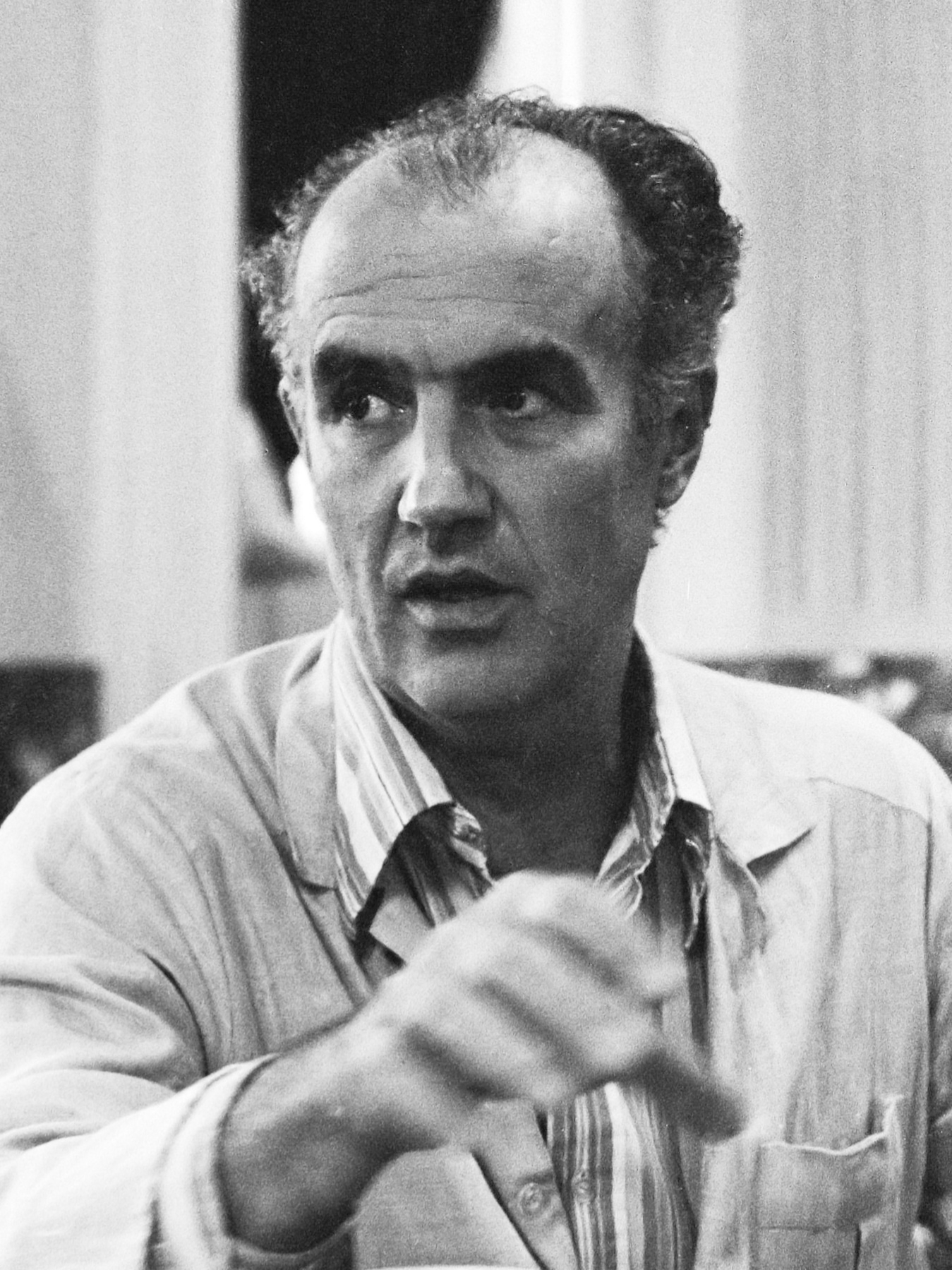
Luigi Nono (1979)
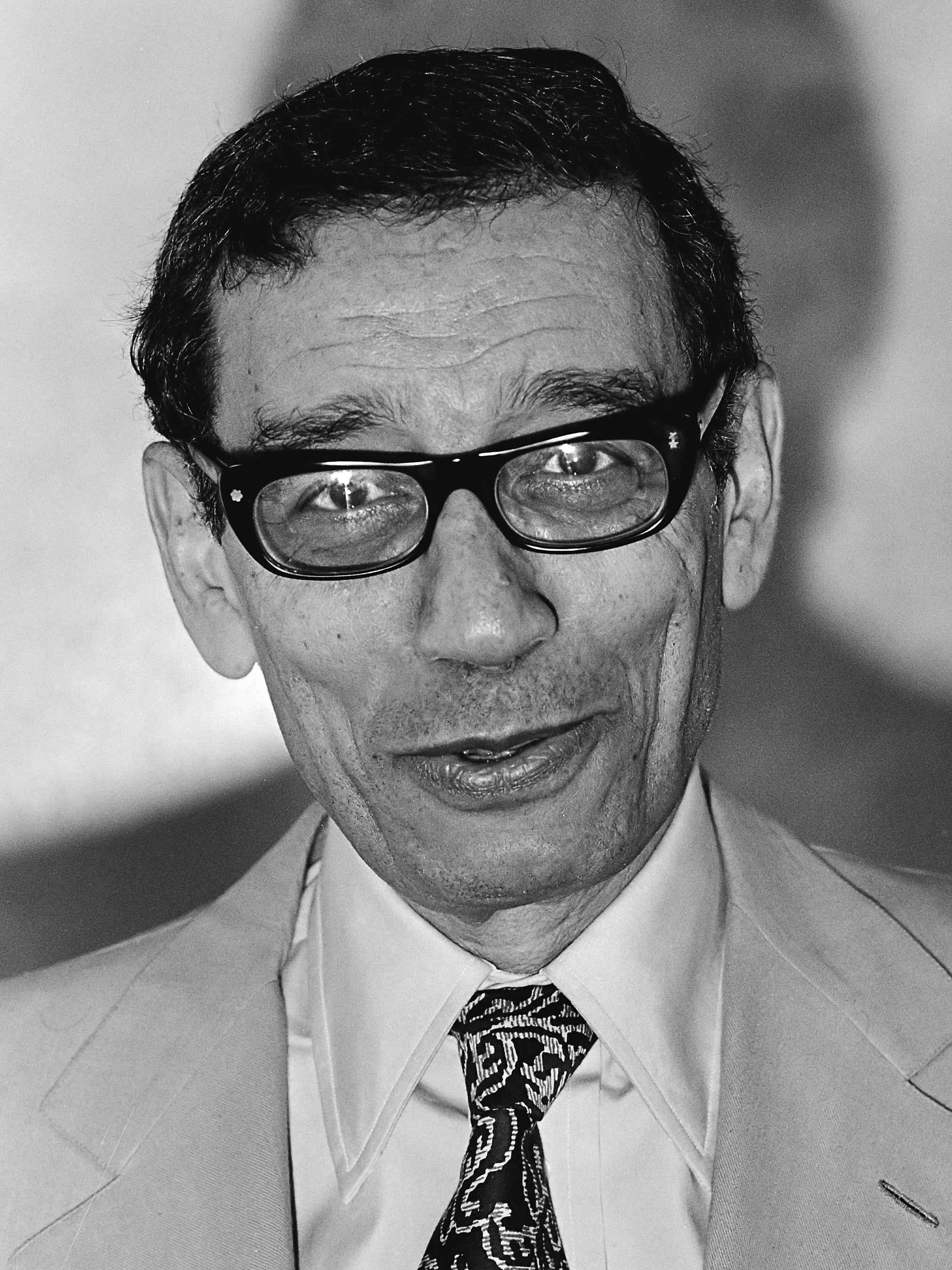
Бутрос Бутрос Галі (1980)
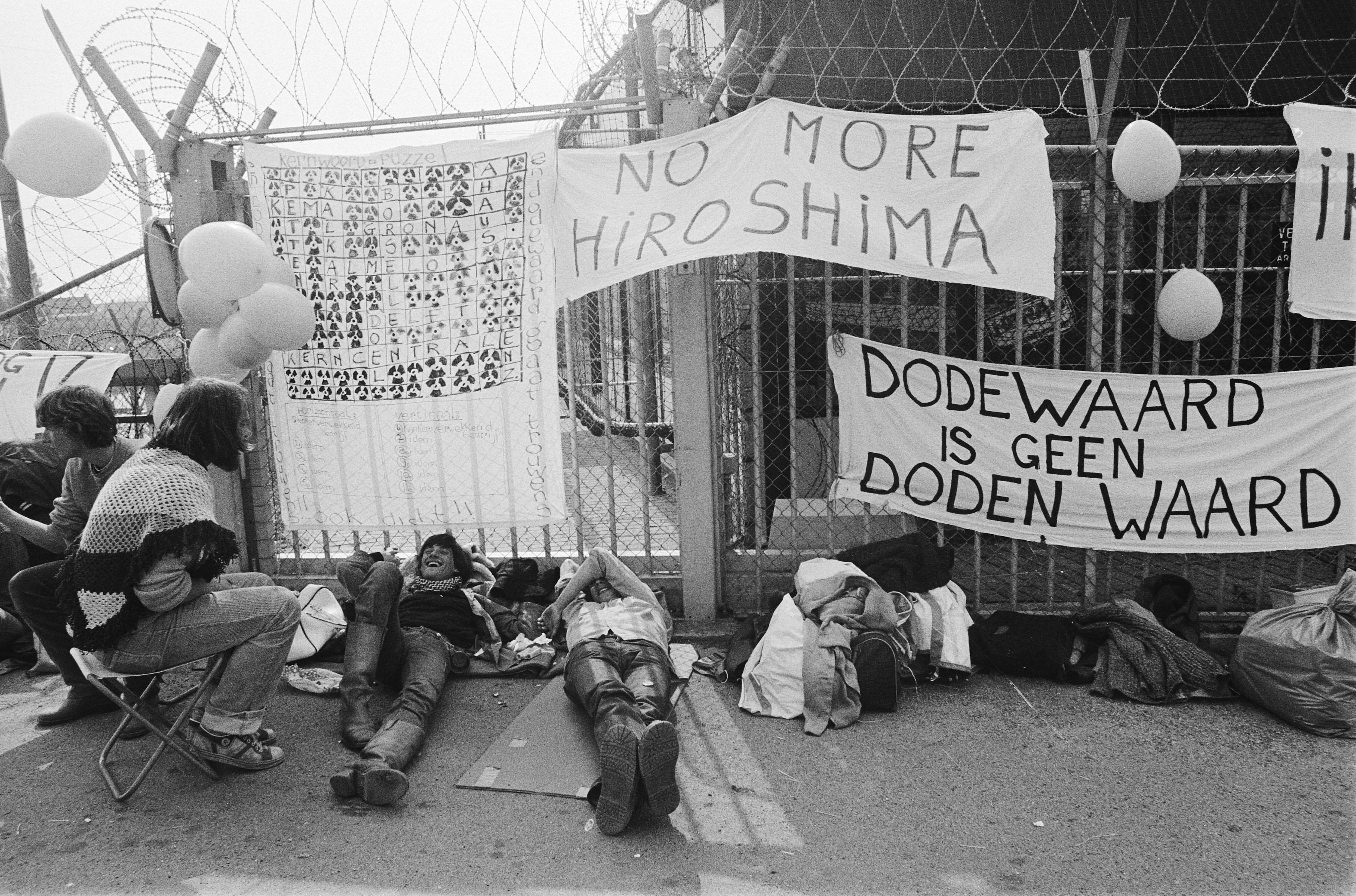
Dodewaard (1980)